# Jedomělice
Jedomělice är en ort i Tjeckien.   Den ligger i regionen Mellersta Böhmen, i den centrala delen av landet, 40 km nordväst om huvudstaden Prag. Jedomělice ligger 336 meter över havet och antalet invånare är 344.
Terrängen runt Jedomělice är huvudsakligen platt, men västerut är den kuperad. Runt Jedomělice är det mycket tätbefolkat, med 1 135 invånare per kvadratkilometer. Närmaste större samhälle är Kladno, 13,3 km sydost om Jedomělice. Trakten runt Jedomělice består till största delen av jordbruksmark.